# Německá opera

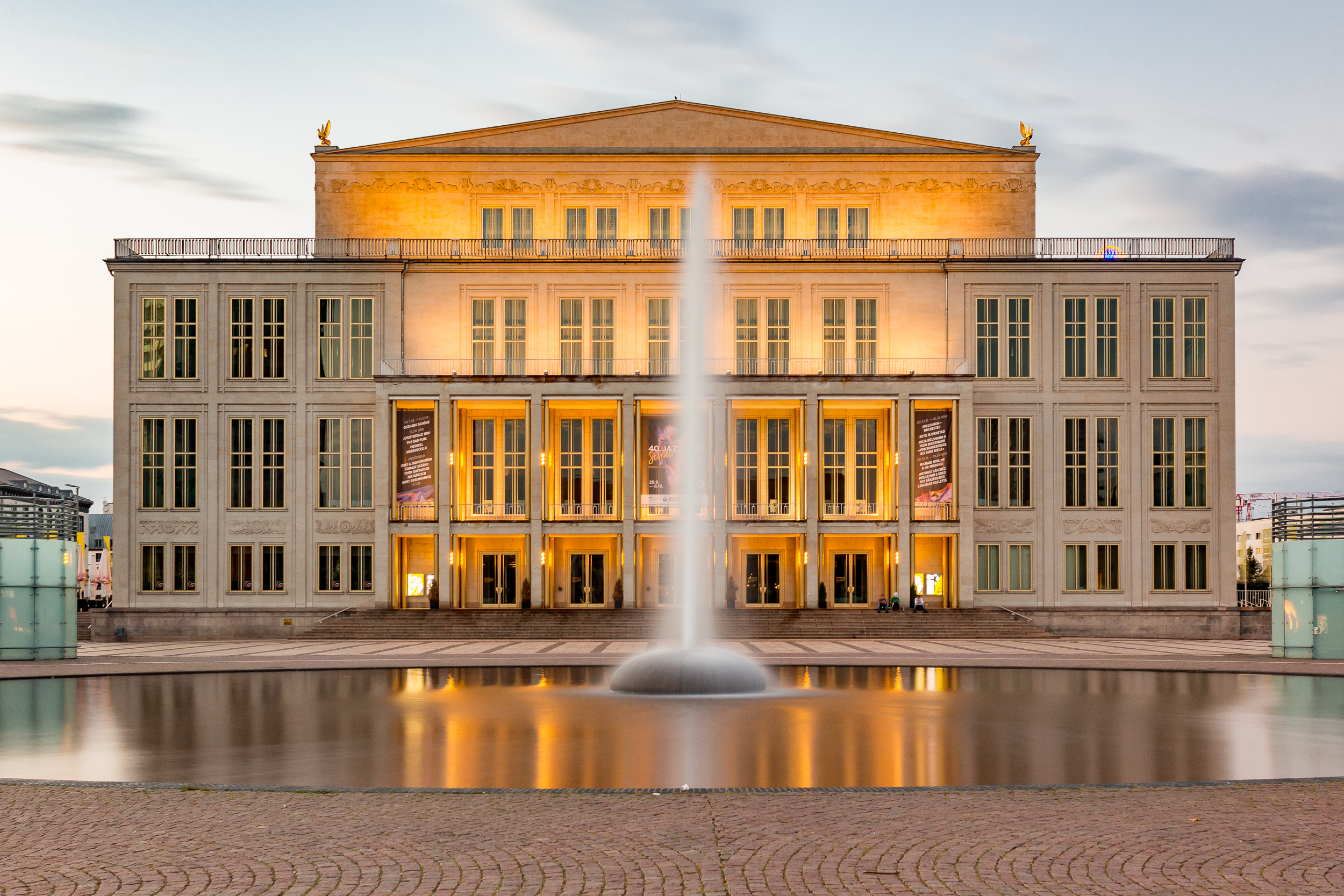
Opera v Lipsku

Německá opera je pojem z oblasti historie evropské klasické hudby přibližně od první třetiny 17. století po současnost. Zahrnuje jak obecně operní tvorbu v německém jazyce, tak i tvorbu oblastí německojazyčných zemí, tzn. kromě samotného Německa a Rakouska a německých oblastí Švýcarska, historicky také české země i v jiných jazycích.
Mezi hlavní představitele patří skladatelé Wolfgang Amadeus Mozart, Ludwig van Beethoven, Richard Wagner, Richard Strauss a mnoho dalších. Vzhledem k historické blízkosti německého prostředí s českým bylo německou hudbou ovlivněno, či naopak na německou operu měli vliv také někteří čeští skladatelé.

## Historie

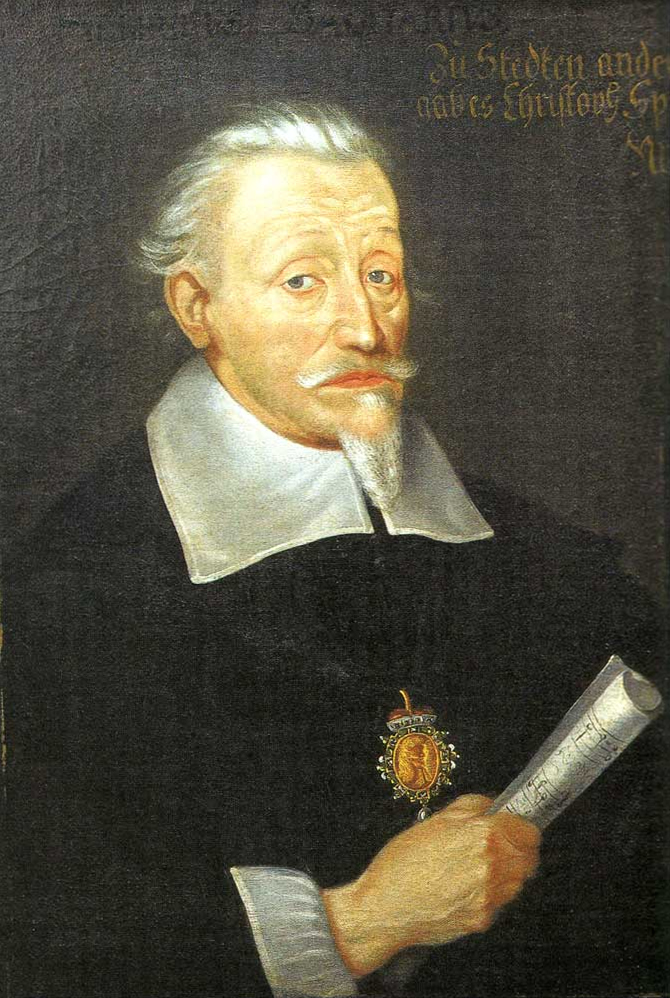
Heinrich Schütz

### 17. století
Vznik opery v Německu je možno datovat do první třetiny 17. století. Studium původu německého operního umění je však v některých případech velmi obtížné kvůli absenci původních partitur, nedostatku hudebních zdrojů a chybějících dat v publikacích. V tomto období je zastoupení operní tvorby poměrně vzácné a jsou jednorázovými akcemi (obvykle se časově shodují s různými slavnostmi na dvorech místních panovníků), protože uspořádání takových představení byl velmi nákladné a kladlo velké nároky na práci při výrobě luxusních kulis, kostýmů a dekorací.
Centry rozvoje opery byla v této době města Drážďany, Mnichov, nebo Innsbruck. Za první německy zpívanou operu je považována „Daphne“ od Heinricha Schütze provedená v Torgavě roku 1627. Autorem německého libreta byl básník Martin Opitz. Text je překladem italského originálu opery Dafné Jacopa Periho z roku 1598.
Velmi silný italský vliv je patrný i v další německé hudbě. V Hannoveru, Drážďanech, Innsbrucku, Düsseldorfu a zejména v Mnichově byl poměrně aktivní operní provoz, jednalo se však především o opery italských skladatelů či opery napodobující italský vzor. Lotyšský hudební historik J. M. Braudo připomíná, že operní představení „bez účasti italských umělců a skladatelů si prostě nelze představit... Zaslíbeným městem pro všechny umělce byla Vídeň, kde vznikla celá kolonie italských hudebníků“.
V 80. letech 17. století měly silný vliv na hudbu německých skladatelů opery Proserpine, Psyché, Theseus, Cadmus a Hermiona, Isis, Bellérophon, Roland ad. italsko-francouzského autora Jeana-Baptisty Lullyho.

#### Německá operní škola
Vznik národní německé operní školy je spojen s počátky hamburské opery v roce 1677.  Hamburk byl ušetřen bojů třicetileté války a místní měšťané tak měli dostatek prostředků na založení vlastní operní scény. Divadlo bylo otevřeno 2. ledna 1678 operou „Adam a Eva aneb stvořený, padlý a spasený člověk“, kterou napsal Schützův žák Johann Taille. Na rozdíl jiných německých operních domů nebyla hamburská opera dvorním divadlem, soubor se zpočátku skládal z amatérských zpěváků. Kromě toho se směr divadla neodvíjel od vkusu dvora, nýbrž podle protestantské střední třídy a kléru, což se promítlo i do repertoáru. V prvních letech existence divadla byla inscenována díla s náboženskou tematikou. Spektrum inscenací se v budoucnu rozšířilo o mytologické, legendárně-historické, každodenní i opery na aktuální témata.
Od roku 1695 byl hudebním ředitelem hamburského divadla skladatel a dirigent J. S. Kusser, který předtím v Brunšviku uvedl řadu vlastních oper. Kusser se osobně znal s Lullym a byl ovlivněn jeho dílem. Po jeho vzoru v divadle zavedl prvek operní předehry, taneční prvky a obecně se snažil prosadit francouzský styl. V tomto období divadlo uvedlo mimo jiné komické opery Georga Philippa Telemanna, díla G. F. Händela, Johanna Matthesona, Reinharda Keisera, který později nahradil Kussera na postu ředitele.
Kaiser byl autorem asi 100 oper, v nichž barevná a jemná instrumentace svědčí o francouzském vlivu, vokální formy o italském, ale zároveň se v melodické struktuře Kaiserových árií stále objevuje německý písňový styl. 
Roku 1738 hamburská opera zanikla. Operní produkce ve městě byla obnovena roku 1741, ale již pod vedením italského souboru. Ve 30. letech 18. století se tak rozvoj německé operní školy na čas zastavil. 

### 18. století

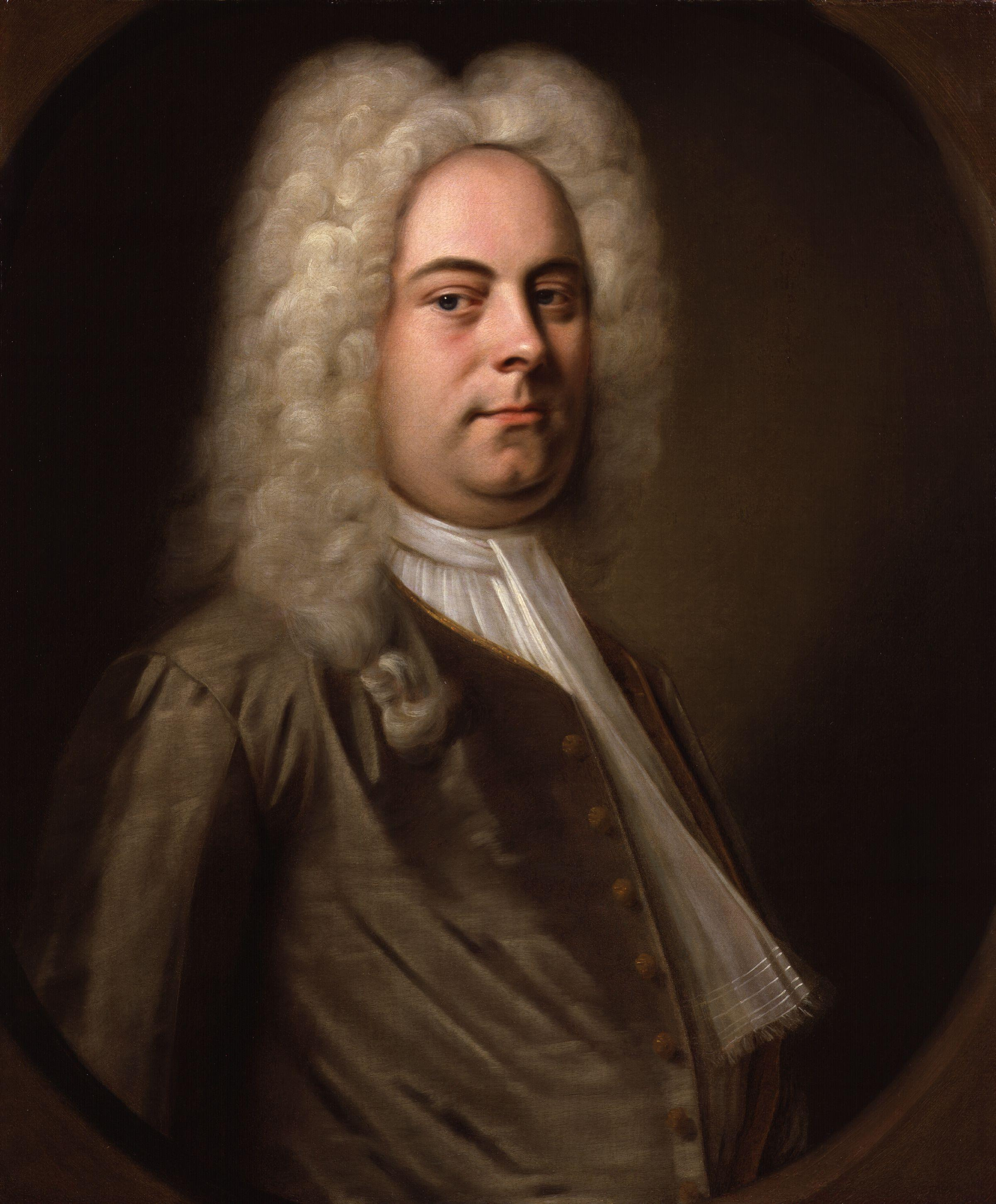
Georg Friedrich Händel

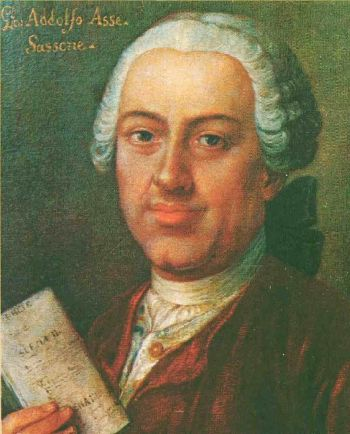
Johann Adolf Hasse

První polovina 18. století je rovněž obdobím činnosti Georga Friedricha Händela, který začínal jako dirigent a skladatel v hamburské opeře. V roce 1706 se však přestěhoval do Itálie a později do Anglie, kde zůstal po celý zbytek svého živoat. Právě v Anglii vznikla jeho hlavní díla. Händelovy opery byly psány ve stylu italské opery seria, skladatel se však snažil tento typ opery reformovat, chtěl ji dramatizovat, posílit roli orchestru a sboru. Byla to Händelova práce, která připravila půdu pro později operní reformu Ch. W. Glucka a W. A. Mozarta.
Ve druhé čtvrtině 18. století svého vrcholu dosáhla drážďanská opera. V tomto období divadlo řídil Johann Adolf Hasse, kterého někteří badatelé označují za největšího německého operního skladatele první poloviny století. Hasse v mládí vystupoval v divadlech v Hamburku a Brunšviku jako zpěvák, a kde byl později autorem několika oper. Poté odešel do Neapole, kde byl žákem Nicoly Porpory a Alessandra Scarlattiho. Po skladatelském úspěchu v Itálii se Hasse vrátil do Německa. Zde jej v roce 1733 nový saský kurfiřt a polský král August III., nástupce Augusta II. Silného, jmenoval královským kapelníkem. O tuto pozici se ucházel také český skladatel Jan Dismas Zelenka, avšak nový panovník se rozhodl pro skladatele módního italského stylu. Zelenka v roce 1733 získal post dvorního skladatele.
Ve 40. letech 18. století byl Hasse již známý po celé západní Evropě. Během tohoto období, „kdy jména Händel a Bach byla zmiňována spíše okrajově coby učení kontrapunktalisté, byl Hasse považován za hudební pochodeň“. Skladatel po sobě zanechal více než šedesát oper, stylově podobných dílům Scarlattiho. Mezi nejlepší Hasseho počiny patří jeho mistrovská díla v oblasti velkých árií a příkladné deklamace v recitativech.

#### Singspiel
Ve druhé polovině 18. století došlo k rozkvětu německého singspielu. První skladby tohoto typu s výraznými rysy německé lidové melodie se objevily již v polovině 17. století a měly moralizující charakter. V polovině 18. století byl singspiel zavedenou formou komické opery. Vývoj tohoto žánru v Německu byl ovlivněn francouzskou a anglickou komickou operou a zpočátku byly zápletky singspielu vypůjčeny nebo alespoň napodobovaly francouzské vzory. Právě tento žánr si však jako pole působnosti zvolili příznivci národního německého umění,  deklarující protest proti nepřirozenému, okázalému způsobu zpěvu, který viděli v představeních opery seria. Autoři singspielu se snažili svá díla vyplňovat melodiemi, které si posluchači snadno zapamatují. Zpočátku se však při tom u charakterních postav neodvažovali nahradit árie v italském stylu.

#### Gluckova operní reforma
V období mezi lety 1762 až 1789 vytvořil rakouský skladatel Christoph Willibald Gluck novou koncepci opery, kterou uplatňoval v řadě svých děl, čímž postupně reformoval tehdejší operní umění. V té době byl již Gluck zralým skladatelem. Ve Vídni vytvořil mnoho děl v žánru opery seria, a byl si jasně vědom naléhavých problémů tohoto žánru. V 60. letech 18. století se tradiční operní umění v Itálii a Francii, kterým se ve své tvorbě řídili skladatelé jiných evropských zemí, dostalo do období krize. Kromě hudebního aspektu vyvstala ve společnosti požadavek na skutečně náročná díla a jejich provedení, kterou tehdy běžný operní provoz již nemohl uspokojit.

V roce 1762 napsal Gluck operu Orfeus a Eurydika na libreto svého aktivního spolupracovníka Ranieriho di Calzabigi. Tato opera se stala prvním příkladem výstavby velkého operního díla, kde bylo dosaženo naprosté jednoty hudebního a jevištního vývoje.  Poté následovaly opery Alceste (1767) a Paris a Helena (1770). Gluck tyto opery opatřil obsáhlými úvodními předmluvami, v nichž nastínil své představy ohledně aktualizace operního umění. Napsal:
| „ | „Snažil jsem se opeře vrátit její pravý účel, podpořit poezii pro vyjádření pocitů a zvýšit zájem o dramatické situace, aniž bych přerušoval děj a nezkresloval jej zbytečnými dekoracemi. Domnívám se, že hudba by měla být pro poezii tou živostí barev a zdařilou směsí světla a stínu pro nezaměnitelnou a harmonickou kresbu, sloužící pouze k oživení postav, aniž by se ničily kontury. Kromě toho si myslím, že bych měl významnou část svého úsilí nasměrovat k dosažení ušlechtilé jednoduchosti. Proto jsem se vyhnul luxusu obtížnosti na úkor přehlednosti. Nikdy jsem nepřikládal důležitost nové myšlence, pokud nevycházela ze situace samotné a neodpovídala vyjádření pocitů. Nakonec jsem si řekl, že v zájmu dramatického efektu mohu obětovat i dosavadní pravidla.“ | “ |
| — | |   |

Pro své reformní opery Gluck již nepoužíval název opera seria, nýbrž aplikoval termín dramma per musica (“hudební drama”). Hudebně nový model opery spojoval francouzskou tragédii a tradice italsko-španělské opery Giuseppa de Majo a Tommasa Traetty.  Vyznačuje se jednoduchostí a přirozeností dramatického projevu, absencí velkých sólových scén a významnější rolí sboru.

#### Opení tvorba W. A. Mozarta

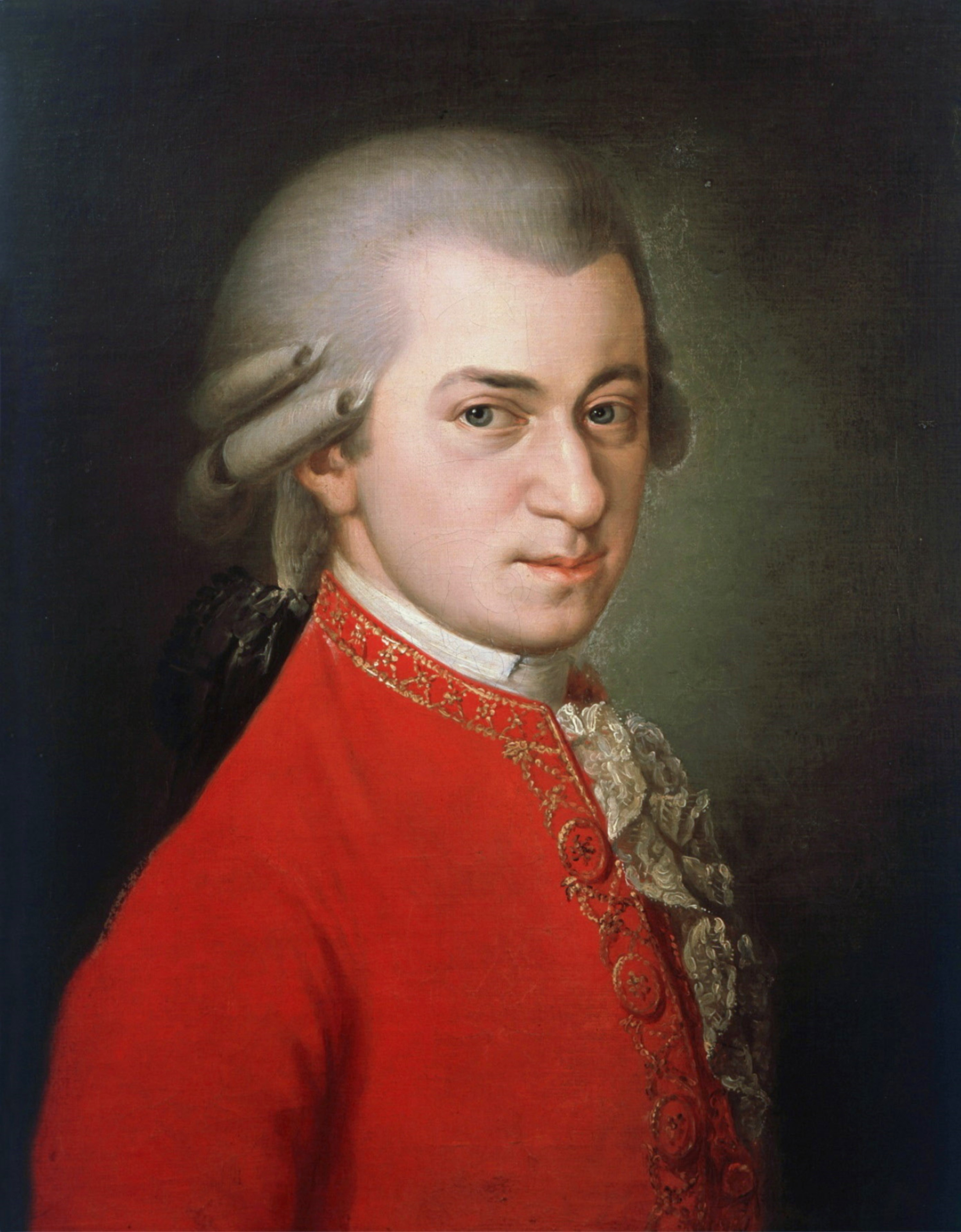
Wolfgang Amadeus Mozart

Wolfgang Amadeus Mozart tvořil v různých oblastech hudebního umění, přičemž opeře věnoval zvláštní pozornost. Jeho tvorba se v tomto směru vyznačuje na jedné straně rozmanitostí, na druhé straně touhou překročit žánr a syntetizovat s dalšími žánry. Celkem Mozart vytvořil více než dvě desítky oper, které zahrnují díla z kategorie čisté opery seria (La clemenza di Tito) až po čisté buffa opery (Così fan tutte). Skladatel však ve většině případů směšuje žánry. Prolínání vážného a směšného je přítomno již ve singspielu Únos ze serailu či Kouzelná flétna a dramaticky vrcholí v „Donu Giovannim“, který badatelé již označují jako tragikomedii.
Své opery vytvořil Mozart po Gluckově prohlášení o své reformě, nestal se však jeho následovníkem. Gluck stavěl na první místo dramaturgii a věřil, že „když se posadíte k napsání opery, musíte zapomenout na své povolání hudebníka“. Mozart byl naopak přesvědčen, že „poezie je služebníkem hudby“. Mozart usiloval o vytvoření německé opery, tvrdil, že každý národ by měl mít svou vlastní operu a německý jazyk se k tomu nehodí o nic méně než ostatní, přitom neopouštěl výdobytky italské opery seria a obecně jakýchkoli druhů opery. V tomto ohledu Mozart vzal to nejlepší z italské opery i to nejlepší z Gluckových představ a vše dále rozvinul a obohatil tak hudební koncept opery. 

### 19. století
Na přelomu 18. a 19. století, po událostech Francouzské revoluce, se v mnoha oblastech evropské kultury rozšířil romantický směr, který zasáhl literaturu, malířství, architekturu a v neposlední řadě i hudbu. Romantismus našel své následovníky v mnoha zemích Evropy i v Americe, ale kolébkou romantismu bylo Německo, kde revoluční události „byly prožívány ideálně‘“. Právě romantismus dává nový impuls rozvoji německé opery v 19. století a právě s tímto směrem jsou spojeny nejvýznamnější epizody operní historie století.

#### BeethovenůvFidelio
Přechod mezi epochami klasicismu a romantismu v hudbě zaujímá dílo Ludwiga van Beethovena, v němž největší místo je věnováno symfonickým dílům. Beethoven je autorem pouze jedné opery „Fidelio“, ale v dějinách hudby je jí přikládán značný význam. 
„Fidelio“ je svým stylem hrdinská opera, připomínající žánr „opéra à sauvetage“, který vznikl v revoluční Francii. Jejími charakteristickými rysy jsou vznešený patos, intenzivní drama a expresivita hudby. Muzikologové zároveň vyzdvihují eklekticismus tohoto díla, kde se tragické oratorní epizody prolínají s těmi každodenními, někdy až komickými. Kromě árií, ansámblů a recitativů zařadil Beethoven do opery mluvené dialogy, typický prvek singspielu.   I přes nejednotnost stylu této Beethovenovy opery, v níž se přímo mísí prvky singspielu s vrcholy hudební tragédie, je díky nebývalé síle tragických akcentů a své hluboké vážnosti přímým předchůdcem hudební dramatu Richarda Wagnera.